# Lothar von Ritter zu Groenesteyn
Lothar Franz Philipp Idolar Freiherr von Ritter zu Groensteyn (bis 1921: zu Grünstein) (* 29. Mai 1868 in Kiedrich; † 12. November 1945 in Garmisch-Partenkirchen) war ein bayerischer Diplomat und Mitbegründer der Deutschen Akademie in München.

## Leben

### Herkunft und Familie
Lothar von Ritter zu Groenesteyn entstammte dem Adelsgeschlecht Ritter zu Groenesteyn und war der Sohn des Freiherrn Carl Adolph Friedrich Constantin Philipp von Ritter zu Grünstein (* 3. Juni 1830; † 14. März 1895, königlich bayerischer Kammerherr) und dessen Gemahlin Marie von Preen (* 10. Januar 1843; † 26. November 1922, Ehrendame des königlich bayerischen Theresien-Ordens). Sein Bruder Otto von Ritter zu Groenesteyn war bayerischer Gesandter.

### Wirken
Nach dem Abitur am Albert-Einstein-Gymnasium München im Jahre 1887 leistete er Militärdienst als Einjährig-Freiwilliger und war zuletzt Rittmeister der Reserve im Königlich Bayerischen 1. Schwere-Reiter-Regiment „Prinz Karl von Bayern“.
In den Jahren von 1888 bis 1891 absolvierte er ein Studium der Rechtswissenschaften an der Ludwig-Maximilians-Universität München und der Humboldt-Universität zu Berlin und war im Anschluss daran im bayerischen Justiz- und Verwaltungsdienst tätig. Er wurde Kammerjunker. 1895 folgte der Ruf ins Auswärtige Amt in Berlin, wo er als Attaché die diplomatische Laufbahn einschlug.
Nach Ablegung der diplomatischen Prüfung am 27. Mai 1896 wurde er Legationssekretär und zur Gesandtschaft in Belgrad versetzt, wo er im September mit der kommissarischen Leitung der Dienststelle beauftragt wurde.
Es folgten diplomatische Missionen bei den Botschaften in St. Petersburg, London, Brüssel, Washington, Madrid und Bukarest.
Zum 1. Dezember 1909 wurde er nach seiner Entlassung aus dem Reichsdienst in den bayerischen auswärtigen Dienst als Geheimer Legationsrat I. Klasse (im Rang eines Gesandten) übernommen und war Geschäftsträger in Paris und auch in Brüssel.
Am 11. März 1911 wurde er befördert und erhielt den Rang eines Ministerresidenten. Nach seiner Rückkehr nach Deutschland im August 1914 wurde er Reichskommissar bei der Beratungsstelle des deutschen Privateigentums in Frankreich.
Am 16. April 1923 fand auf seine Initiative  das erste Gespräch zur Errichtung einer Organisation zur Förderung und zum Schutz deutscher Kultur in der Welt statt. Teilnehmer waren der Historiker Hermann Oncken, der Rektor der Münchener Universität Georg Pfeilschifter und der Geopolitiker Karl Haushofer. Aufbauend auf dieses und weitere Gespräche kam es zur Gründung der Deutschen Akademie in München.